# Antocha (Antocha) quadrifurca
Antocha (Antocha) quadrifurca is een tweevleugelige uit de familie steltmuggen (Limoniidae). De soort komt voor in het Oriëntaals gebied.